# Генріх Кролль
Генріх Клаудіус Кролль (нім. Henrich Claudius Kroll; 3 листопада 1894, Зеруп — 21 лютого 1930, Гамбург) — німецький льотчик-ас, оберлейтенант Прусської армії. Кавалер ордена Pour le Mérite.

## Біографія
Син шкільного вчителя. Кролль також склав іспити на педагога, щоб продовжувати справу батька, але розпочалась Перша світова війна і він вступив добровольцем до піхотного полку №86, розквартированного у Фленсбурзі. Потрапив на фронт у складі резервного піхотного полку №92, там же був зроблений в офіцери у травні 1915 року.
Отримавши переведення в авіацію, розпочав підготовку на пілота в січні 1916 року, а наприкінці квітня був направлений у 17-й льотний дивізіон, на фронт у районі Шампані, і літав там на розвідувальних літаках Rumpler. В листопаді 1916 року отримав направлення на винищувачі в 9-ту винищувальун ескадрилью. Початок кар'єри пілота-винищувача склався не зовсім вдало — 24 листопада він був збитий у бою з Caudron і здійснив вимушену посадку. 1 травня 1917 року Кролль відкрив свій бойовий рахунок, і п'ятим у списку цих перемог дуже скоро став великий французький ас Рене Дорме, який здобув 23 офіційні перемоги.
1 липня 1917 року Генріх Кролль прийняв командування над 24-ю винищувальною ескадрильєю, а 27 липня був збитий, ймовірно, у сутичці з капітаном Клайвом Ворменом із 23-ї ескадрильї. Хоча літак німецького аса спалахнув, йому вдалося неушкодженим здійснити посадку. У цьому бою, що відбувся увечері над Мененом, Кролль пілотував Albatros D.V (2045/17), а Вормен — Spad (B1581). Британський пілот мав третю перемогу з наступних дванадцяти.
Знову збитий у бою 27 липня 1918 року, Кролль і цього разу зумів уціліти, проте вже 14 серпня отримав у бою тяжке поранення у плече. Хоча йому вдалося вдало приземлитися, продовжувати бойову кар'єру льотчика-винищувача він не зміг. На рахунку німецького аса на той час були 33 повітряні перемоги, ще одна залишилась непідтвердженою.
Після війни займався бізнесом, а в 1928 році вступив до Гамбурзького льотного клубу. Наступного року Кролль став комерційним пілотом компанії LVG. Помер від пневмонії.

## Нагороди
- Залізний хрест
  - 2-го класу
  - 1-го класу (12 лютого 1917)
- Нагрудний знак військового пілота (Пруссія)
- Королівський орден дому Гогенцоллернів, лицарський хрест з мечами (22 лютого 1918)
- Pour le Mérite (29 березня 1918)
- Орден Альберта (Саксонія), лицарський хрест 2-го класу з мечами (18 червня 1918)